# Landschad von Steinach

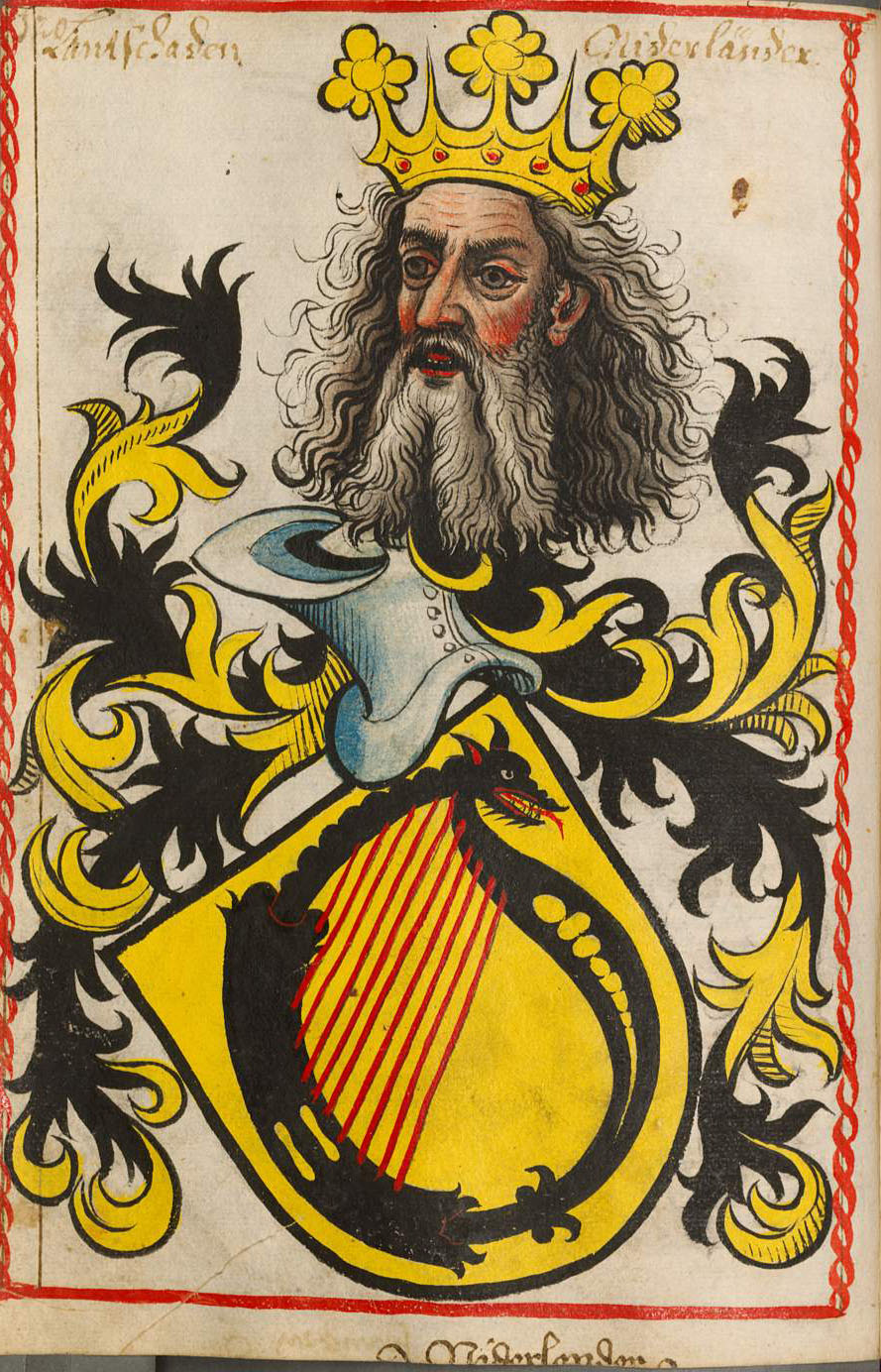
Wappen der Familie nach dem Scheiblerschen Wappenbuch

Die Landschad von Steinach waren ein mittelalterliches niederes Adelsgeschlecht im Odenwald mit Stammsitz in Steinach am Neckar, das im 12. Jahrhundert als Lehensleute der Bischöfe von Speyer erstmals erwähnt wurde, später mehrere hohe pfälzische Beamte stellte und 1653 im Mannesstamm erlosch.

## Geschichte

### Die Herren von Steinach und ihre Burgen

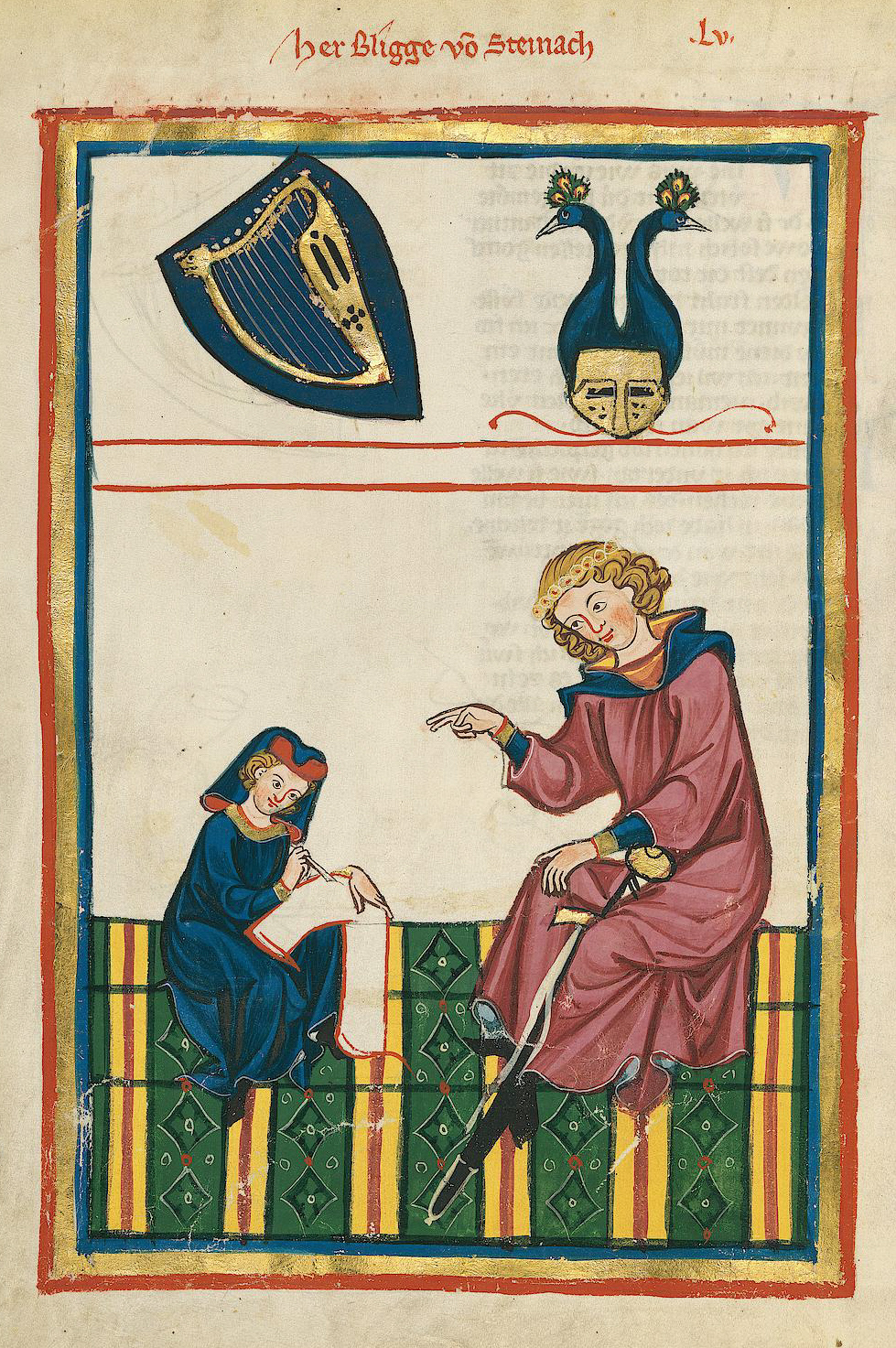
Bligger II. von Steinach, Darstellung im Codex Manesse (1305–1315)

Nach alten Quellen soll der Urahn der Familie aus Meißen stammen und im Dienst der Bischöfe von Worms gestanden haben. Die um 1100 errichtete Hinterburg in Neckarsteinach ist die Stammburg der Edelfreien von Steinach, die diese als Lehen des Bistums Worms erhalten hatten. Der Burgherr konnte von dieser Stelle aus das Steinachtal und das Neckartal überblicken und überwachen. Erstmals erwähnt wurde ein Bligger von Steinach im Jahr 1142, ein Bruder des späteren Bischofs Conrad I. von Worms († 1171). Die Herren von Steinach hatten ursprünglich ein blau-weiß gespaltenes Wappenschild. Bliggers Sohn, Bligger II. von Steinach, ließ die Burg ausbauen und war als Minnesänger bekannt. Im Gefolge von Heinrich VI. war er mehrfach in Italien. Von ihm sind in der großen Heidelberger Liederhandschrift, dem Codex Manesse, neben einer Miniatur auch drei Lieder enthalten und eines seiner Gedichte rühmt Gottfried von Straßburg in Tristan und Isolde. Bligger II. wählte ein neues Wappen, das eine Harfe zeigt. Es wurde von künftigen Generationen der Adelsfamilie (mit veränderter Tinktur) übernommen und hat sich bis heute als Wappen der Stadt Neckarsteinach erhalten. Die Helmzier des Wappens ist ein gekröntes Männerhaupt mit loderndem Haar und Bart, das als König David oder auch als Türkenhaupt interpretiert wird.
Der Bruder des Dichters, Conrad I. von Steinach, der als jüngerer Sohn keinen Anteil an der väterlichen Burg hatte, ließ im Jahr 1165 die Mittelburg auf der gleichen Bergzunge errichten. Conrads Linie erlosch um 1325 mit dem Tod von Boppo von Steinach, worauf die Mittelburg an seine Schwiegersöhne Conrad von Erbach und Luzzo von Helmstatt fiel. Sie wurde um das Jahr 1550 in ein Renaissanceschloss umgebaut und im 19. Jahrhundert gotisiert. Die Mittelburg wird heute von den Freiherren von Warsberg bewohnt.
Die drei Söhne des Dichters Bligger II. teilten den väterlichen Besitz: Conrad II. erhielt die Hinterburg, seine Linie starb jedoch mit seinen Enkeln bereits um 1270 aus. Bligger III. († 1228) erbaute die Harfenburg bei Heddesbach und begründete die Linie der Herren von Harfenberg, die um 1326 letztmals erwähnt wurde. Aus einem Seitenzweig der Harfenberger stammen wohl die Herren von Hirschhorn ab.
Der jüngste Sohn des Dichters, Ulrich I., erbaute die Vorderburg in Steinach und hatte ebenfalls drei Söhne: Bligger V., Conrad und Ulrich II., von denen der älteste, Bligger V., die Vorderburg erbte, während sein Bruder Conrad eine geistliche Laufbahn einschlug. Ulrich II. schließlich erbaute die vierte und kleinste Burg bei Steinach, die Burg Schadeck. Der Name der Burg, früher auch Schadheck (bedeutet Schwalbennest, skad ist ein veraltetes Synonym für Schwalbe, hecken ein Synonym für brüten).
Westlich von Neckarsteinach liegen die vier Burgen:

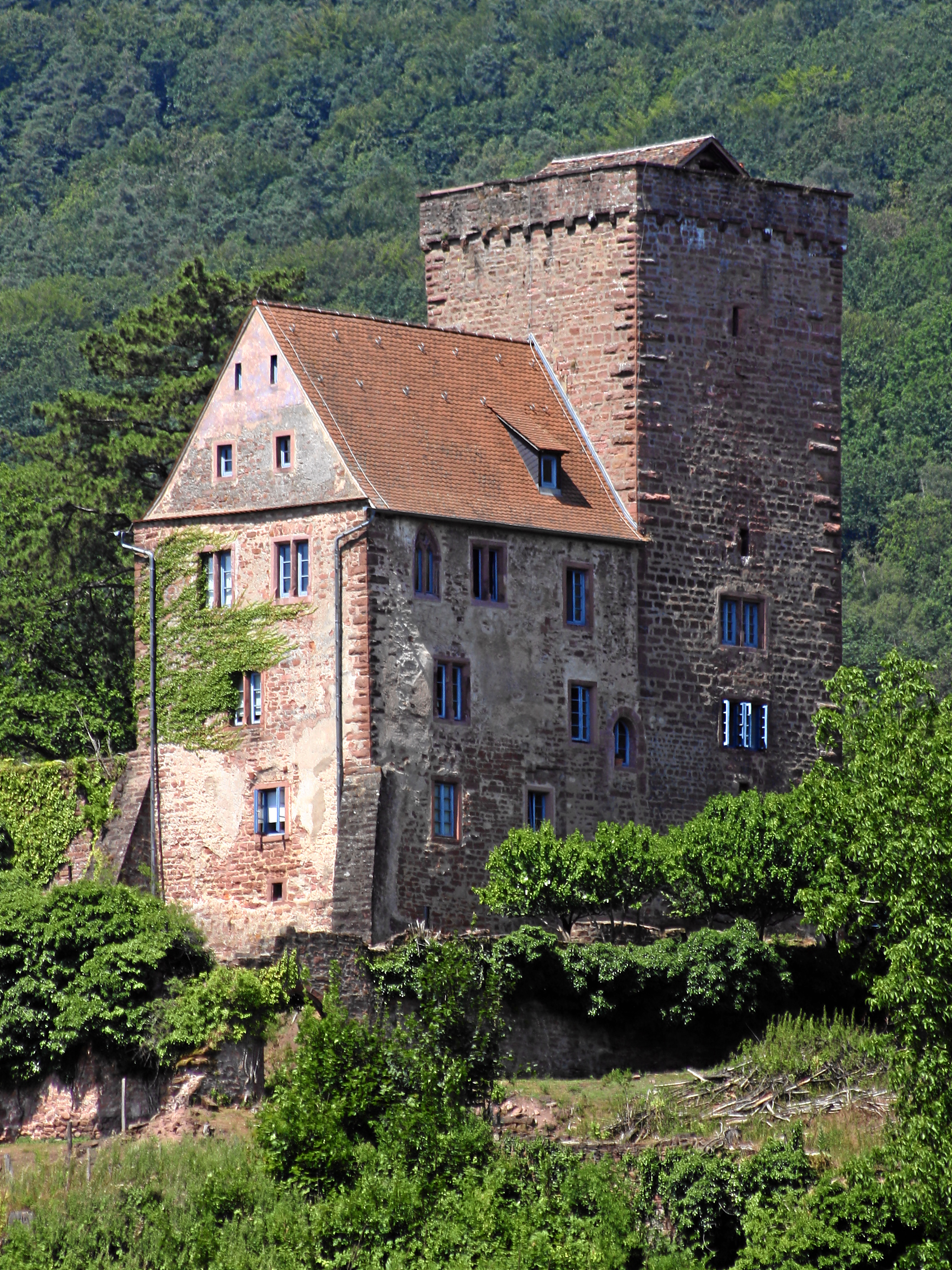
Vorderburg (um 1200)
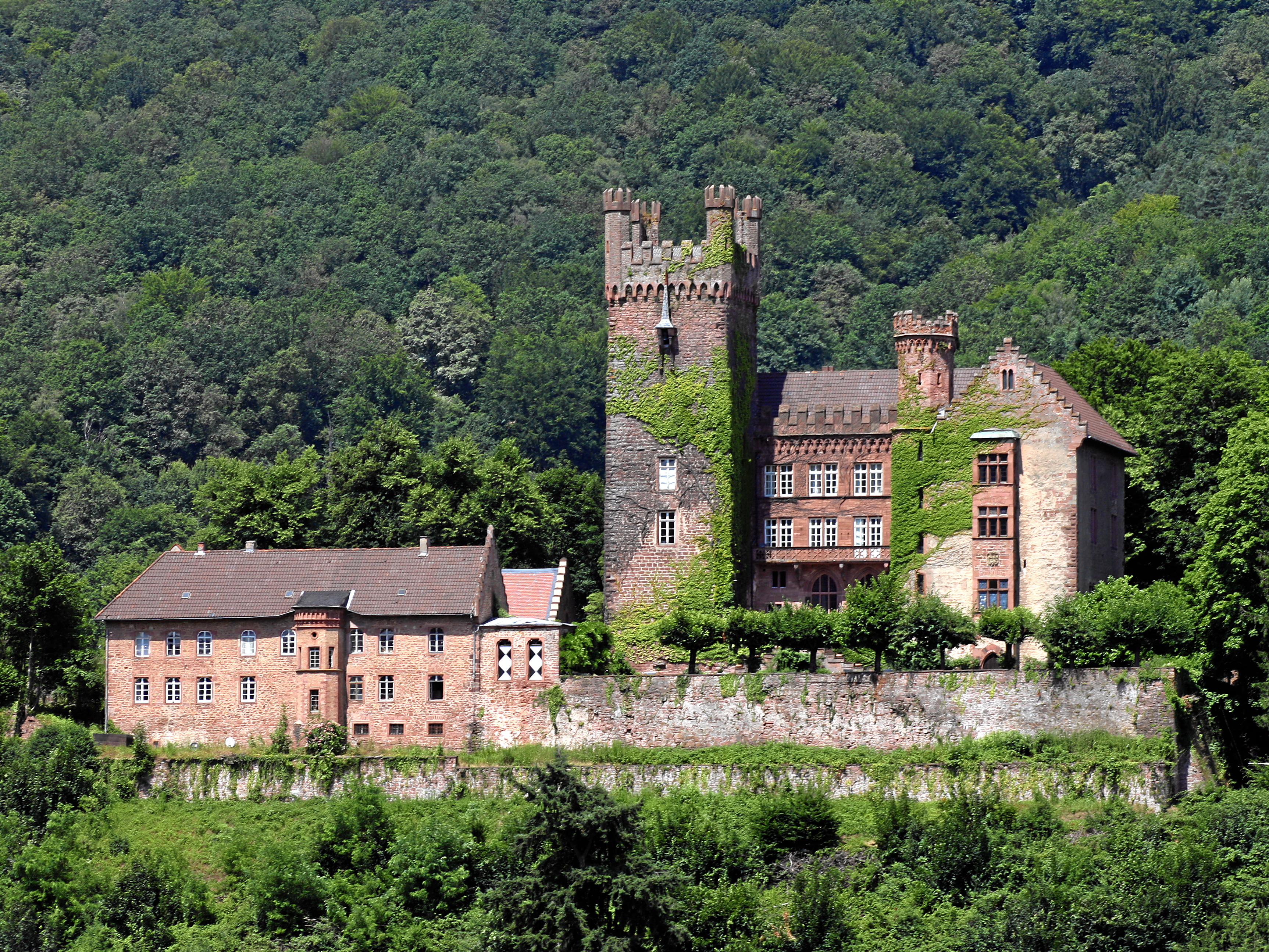
Mittelburg (1165)
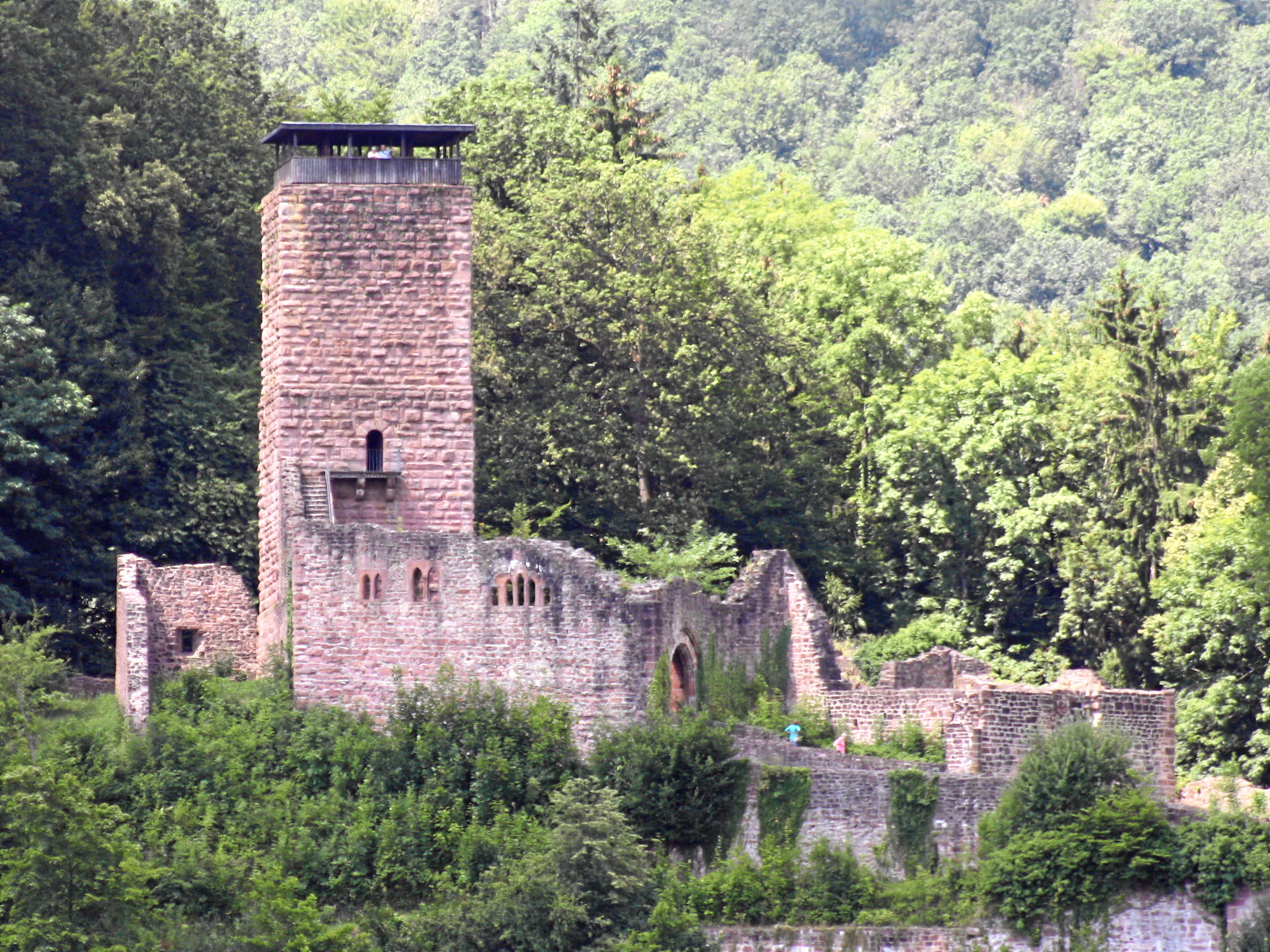
Hinterburg (um 1100)
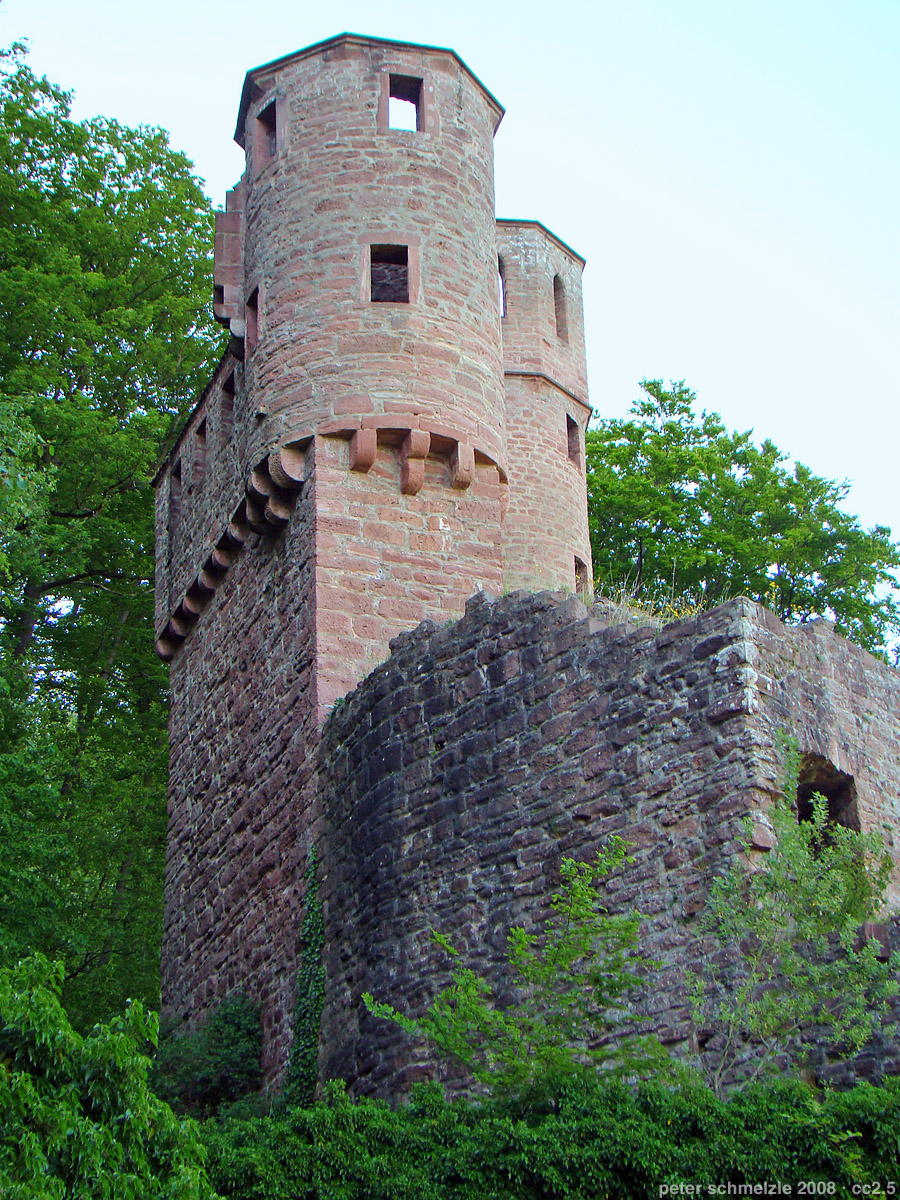
Schadeck (Schwalbennest) (um 1230)

Vorderburg, Mittelburg, Hinterburg und Schadeck (auch: Schwalbennest). Die Burgen wurden zwischen 1100 und 1230 von den Landschad von Steinach teils als Wormser bzw. Speyrer Lehen, teils als Allodialbesitz erbaut und befanden sich im späten Mittelalter auch teilweise im Lehensbesitz verschiedener anderer Herren des niederen Adels. Im 16. Jahrhundert gelangten sie alle wieder in den Besitz der Landschad und nach deren Aussterben 1653 in den Besitz einer Linie derer von Metternich, nach deren Aussterben 1753 in die Hand der Bistümer Worms und Speyer und im Zuge der Mediatisierung 1803 an das Großherzogtum Hessen. Vorder- und Mittelburg gehören heute den Freiherren von Warsberg-Dorth; Hinterburg und Schadeck sind Ruinen.

### Die Landschad von Steinach als bedeutendste Linie
Die Linie Ulrichs II. wurde künftig zur Unterscheidung von den anderen Linien Landschad von Steinach genannt. In der Zeit der Romantik wurde dieser Name oft fälschlicherweise mit Raubrittern in Zusammenhang gebracht, die „zum Schaden des Landes“ wüteten. Jedoch ist keine Raubrittertätigkeit der Familie urkundlich belegt und nimmt der Name vielmehr Bezug auf die Burg Schadeck. Erstmals wurde ein Bligger Landschad 1286 erwähnt, ein Enkel Ulrichs II., Ulrich Landschad, trat 1314 auf.

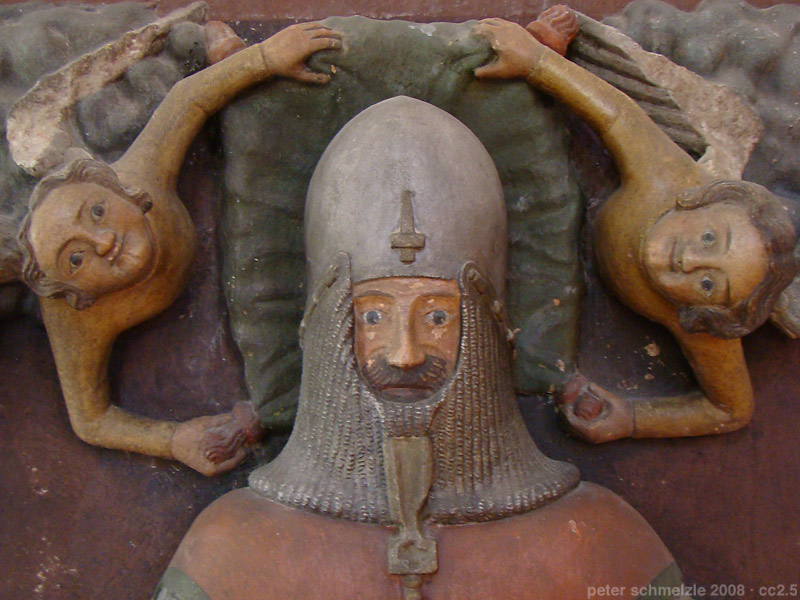
Ulrich V. Landschad von Steinach († 1369), Epitaph in der Kirche zu Neckarsteinach

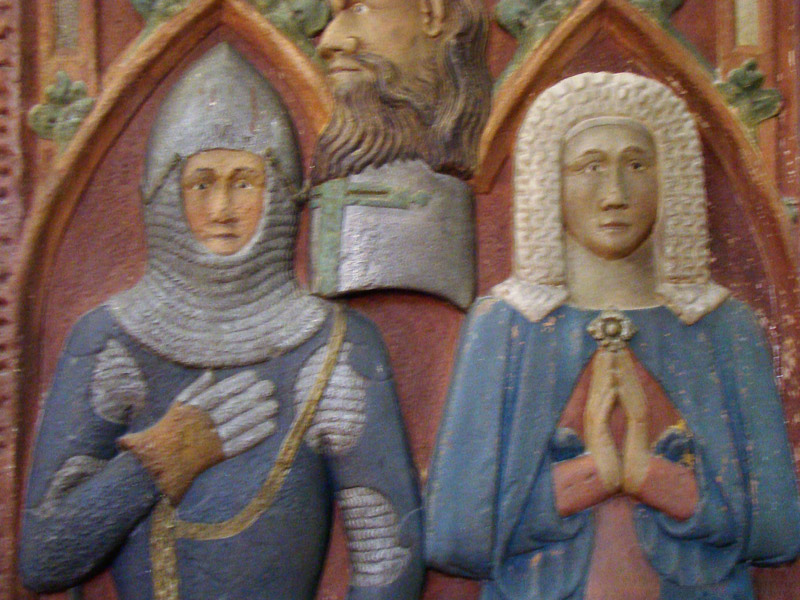
Hennel Landschad von Steinach († 1377) und seine Frau Mia von Sickingen, Epitaph in der Kirche zu Neckarsteinach

Nach dem Aussterben der älteren Linie von Bligger V. erbten die Landschad von Steinach auch die Vorderburg. Ulrich Landschads Söhne, Bligger X. und Dieter I. Landschad, traten daraufhin 1335 die Schadeck an die Stifte Worms und Mainz ab. Dieters Sohn Conrad brachte Besitzungen an der Bergstraße und der Haardt an sich. Er und sein Sohn Contz († 1417) sind in Neustadt begraben. Bliggers X. Söhne, Heinrich Bligger der Ältere (XI.) († 1396), Bligger der Jüngere (XII.) († 1393) und Hennel († 3. September 1377) waren Gefolgsleute des Pfalzgrafen Ruprecht.
Heinrich Bligger des Älteren Sohn Dieter II. kam durch Heirat mit Irmgard Kämmerer zu großem Reichtum und hatte viele Schlösser und Burgen als Pfand inne, darunter Burg Neidenfels. Sein Wohlstand führte zu seinem Beinamen der Reiche. Er hatte seinen Wohnsitz in Möckmühl. Da er nur drei Töchter hatte, ging sein Besitz als Mitgift und später als Erbe an die Töchter (Katharina war mit Hans von Gemmingen dem Reichen verheiratet, dem Stammvater der Linie Gemmingen-Guttenberg), wohingegen sein jüngerer Bruder Blicker XIII. mit seinen Söhnen Dieter III., Conrad und Ulrich VII. die Familienlinie fortführte. Conrad wurde Stiftsherr zu Aschaffenburg, der jüngste Bruder Ulrich VII. wurde Burggraf in Alzey. Der älteste Bruder, Dieter III., blieb Burgherr in Steinach und hatte ebenfalls drei Söhne: Blicker XIV., Hans II. und Dieter V. († 1496). Hans II. blieb vermutlich kinderlos, Dieter V. empfing 1482 Burglehen in Oppenheim und Alzey, seine Linie starb jedoch mit seinen Enkeln aus.
Blicker XIV. († 1499) wurde pfälzischer Hofmeister und erhielt zahlreiche Lehen von Friedrich I. Er war verheiratet mit Mia von Helmstatt († 1496). Das Doppelgrabmal des Ehepaars ist bis heute in der Neckarsteinacher Kirche erhalten. Sie hatten zwei Söhne: Hans III. (1465–1531) und Blicker XV. († um 1519).
Blicker XV. war Vogt in Pforzheim und begründete die Nebenlinie zu Gundelsheim, die mit seinen Söhnen Bleickard XVI. den Oberamtmann von Falkenstein und Vogt von Mosbach, Philipp einen Deutschordens-Komtur in Weinheim und Friedrich I. den Vogt von Geislingen stellte. Die Linie starb mit Hans Bleickard II. († 1600) aus.
Hans III. diente zunächst dem ungarischen König Matthias, später Kaiser Maximilian I. und wurde in Jerusalem zum Ritter geschlagen. Danach trat er in pfälzische Dienste. Im Bayerisch-Pfälzischen Erbfolgekrieg ab 1504 befehligte er die Pfälzer Truppen an der unteren Nahe bei der Belagerung des Klosters Disibodenberg und der Stadt Odernheim am Glan. Pfalzgraf Ludwig ernannte Hans III. zu seinem Berater und bis 1514 zu seinem Hofmarschall. Als Ortsherr von Steinach reformierte Hans III. – wohl unter dem Eindruck von Martin Luthers Auftreten bei der Heidelberger Disputation 1518 – den Ort bereits im Jahr 1522 und berief 1524 den evangelischen Pfarrer Jakob Otter nach Steinach. Schon im Oktober 1520 hatte er Kurfürst Friedrich von Sachsen um Schutz für Luther gebeten, und 1522 setzte er sich in einem Brief an Pfalzgraf Ludwig für Luthers Lehre ein. Seine letzten 20 Lebensjahre verbrachte Hans III. auf der Vorderburg in Steinach, er soll durch Gicht zeitweise gelähmt gewesen sein. Mit seinen beiden Frauen Lucia von Nippenburg († 1503) und Margareta von Fleckenstein († 1530) hatte er jeweils zwei Söhne: Hans IV. (1500–1571) und Bernhard († vor 1529) sowie Christof I. (1507–1587) und Hans Pleickard I. († 1583), außerdem aus der ersten Ehe eine Tochter Anna. Bernhard verstarb jung und hinterließ nur eine Tochter, die anderen drei Söhne waren die Stammväter von drei Familienlinien, die fast gleichzeitig in der Mitte des 17. Jahrhunderts erloschen.
Hans IV. führte die Hauptlinie auf der Vorderburg fort, war Vogt zu Mosbach und zu Durlach und erhielt durch seine zweite Ehe mit Margarete von Erligheim die Lehen der im Mannesstamm ausgestorbenen Herren von Erligheim, darunter u. a. den Ort Ilvesheim, wo er 1571 verstarb. Seine Söhne waren Hans Ulrich I. (erwähnt 1566–1619) und Ottheinrich († 1604). Letzterer war Hofmeister und Amtmann in Zweibrücken und verstarb kinderlos. Hans Ulrich I. führte die Familienlinie auf der Vorderburg fort. Aus drei Ehen hatte er insgesamt neun Kinder. Von seinen sechs Söhnen starben fünf in jungen Jahren oder kinderlos (Hans Friedrich wurde 1592 in Straßburg erschossen, Hans Ulrich II. starb 1621 bei der Belagerung von Heidelberg), der dritte Sohn Dieter VIII. (1574–1625) hinterließ nur drei Töchter.
Hans Pleickard I. war zunächst Vogt der Bischöfe von Speyer, trat aber vermutlich aus Glaubensgründen nach 1540 von diesem Amt zurück. 1546 war er pfälzischer Marschall und Großhofmeister, 1565 Vogt zu Mosbach. Nach dem Tode Friedrichs von Eicholzheim erhielt er die Dörfer Großeicholzheim und Heidersbach (Gemeinde Limbach (Baden)) zu Lehen. Er war verheiratet mit Anna Elisabeth von Helmstatt († 1590), mit der er vier Söhne und vier Töchter hatte. Die jüngeren Söhne scheinen kinderlos verstorben zu sein. Der älteste Sohn, Hans Philipp, war pfälzischer Rat, zeitweise Amtmann in Böckelheim (heute Schloßböckelheim, Ortsteil Schloss), Bacherach, Boxberg und Bretten. Er hatte einen Sohn, Friedrich Pleickard, der vor 1620 kinderlos starb.
Christof II. residierte auf der Mittelburg und wurde Hofmeister in Zweibrücken. Er war verheiratet in erster Ehe mit Anna von Gemmingen († 1562), in zweiter Ehe ab 1564 mit Kunigunde Echter von Mespelbrunn († 1585). Der ersten Ehe entsprangen fünf Kinder, darunter drei Söhne: Hans V., Hans Dieter und Johann Bleikard. Hans V. (* 1537; † um 1597) wurde Burggraf zu Starkenburg, er war auch Kurpfälzer Hofmarschall und Amtmann zu Mosbach. Er überlebte die meisten seiner elf Kinder, von denen wiederum nur Hans Cristoph Bligger (* 1575; † nach 1632) Nachkommen hatte. Er war pfälzischer Untermarschall und 1612 Oberamtmann zu Germersheim. 1616 bis 1621 war er Vogt zu Mosbach und 1622 an der Verteidigung von Heidelberg beteiligt. 1632 wurde er als Oberamtmann in Mosbach genannt. Er war verheiratet mit Ursula Kunigunde von Hirschhorn († 1630). Von ihren acht Kindern erreichten nur drei das Erwachsenenalter. Der einzige Sohn, Friedrich III. (1601–1653) überlebte seinen kinderlosen Sohn Heinrich Christian Georg († 1631), so dass das Geschlecht mit ihm 1653 im Mannesstamm ausstarb. 
Die Lehensgüter der Landschad fielen nach dem Tod des letzten männlichen Nachkommen an die Lehensherren zurück. Den Allodialbesitz erbten verschiedene weibliche Nachkommen, unter ihnen Ursula Christine Landschad, die Philipp Ernst von Venningen heiratete sowie die Landschad-Töchter Eva Elisabeth, verheiratete Greck von Kochendorf, und Anna Juliana, verheiratete von Wolfskeel. Die ehemals Landschadschen Besitztümer in Neckarsteinach, das Dorf Reichartshausen und einige Gefälle an der Bergstraße wurden von den Greck zwischen 1657 und 1671 wieder verkauft.

## Wappen
Der Wappenschild zeigt eine schwarze Harfe mit roten Saiten auf goldenem Grund. Besonders im Scheiblerschen Wappenbuch erscheint der Instrumentenrahmen in der Form eines Drachen mit entsprechendem Drachenkopf, dessen Ohren und Zunge rot bemalt sind. Die Helmdecken sind Schwarz und Gold. Die Helmzier stellt einen gekrönten Männerkopf mit wallendem Haar und Vollbart dar. Gleich der Darstellung auf mittelalterlichen Spielkarten spricht man bei der Zeichnung des Kopfes von einer Drolerie.

Wappen
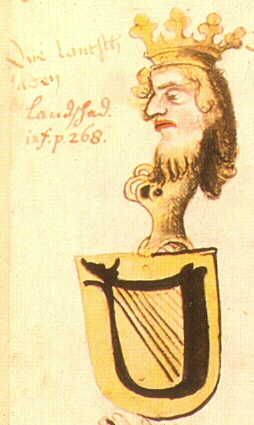
Wappen im Ingeram-Codex
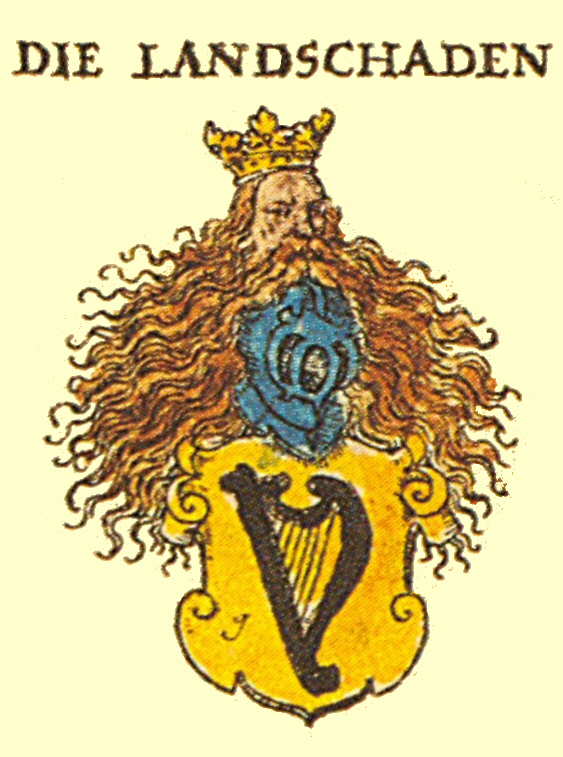
Wappen in Siebmachers Wappenbuch
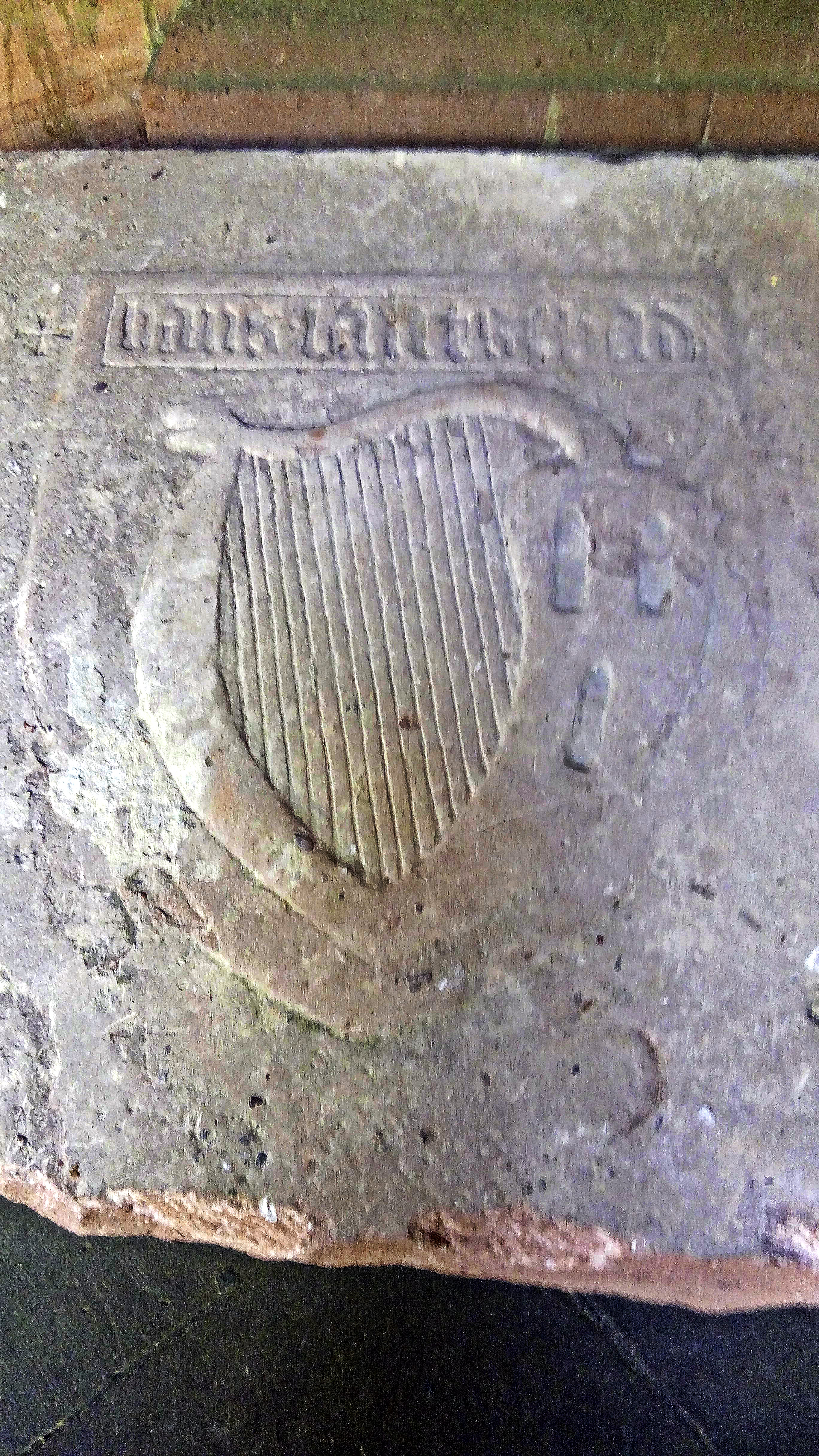
Wappen auf Grabplattenrest, Stiftskirche Neustadt

Epitaphe in der Kirche in Neckarsteinach
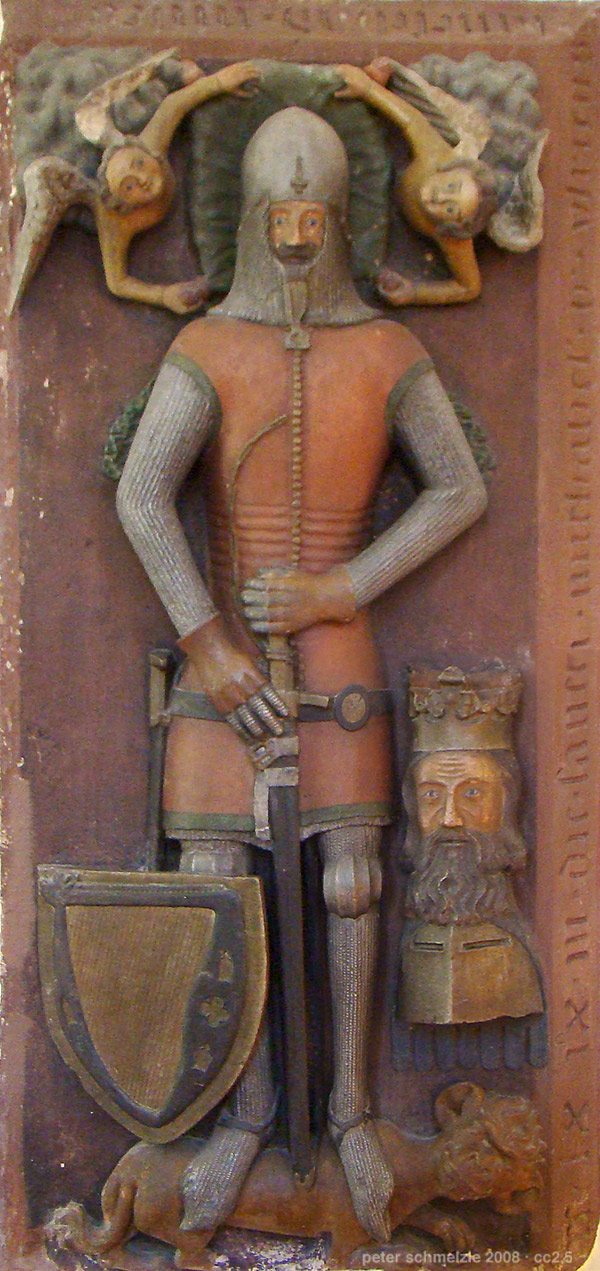
Ulrich V. Landschad von Steinach († 1369)
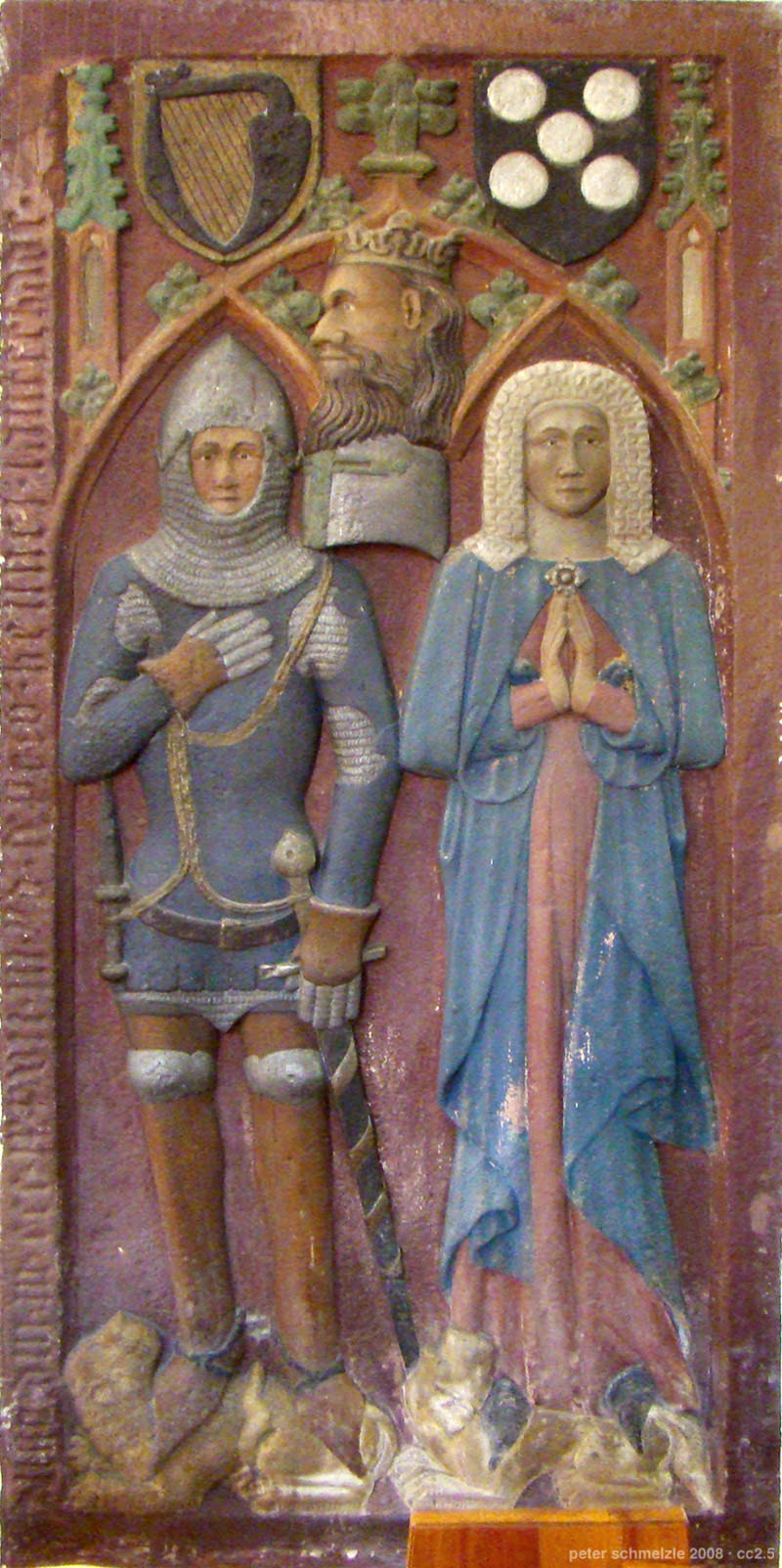
Hennel Landschad von Steinach († 1377)
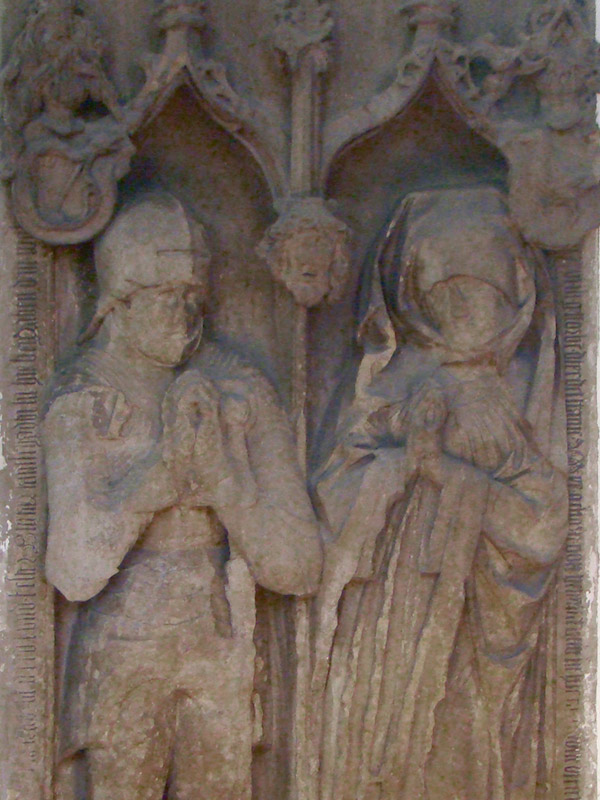
Blicker XIV. Landschad von Steinach († 1499)
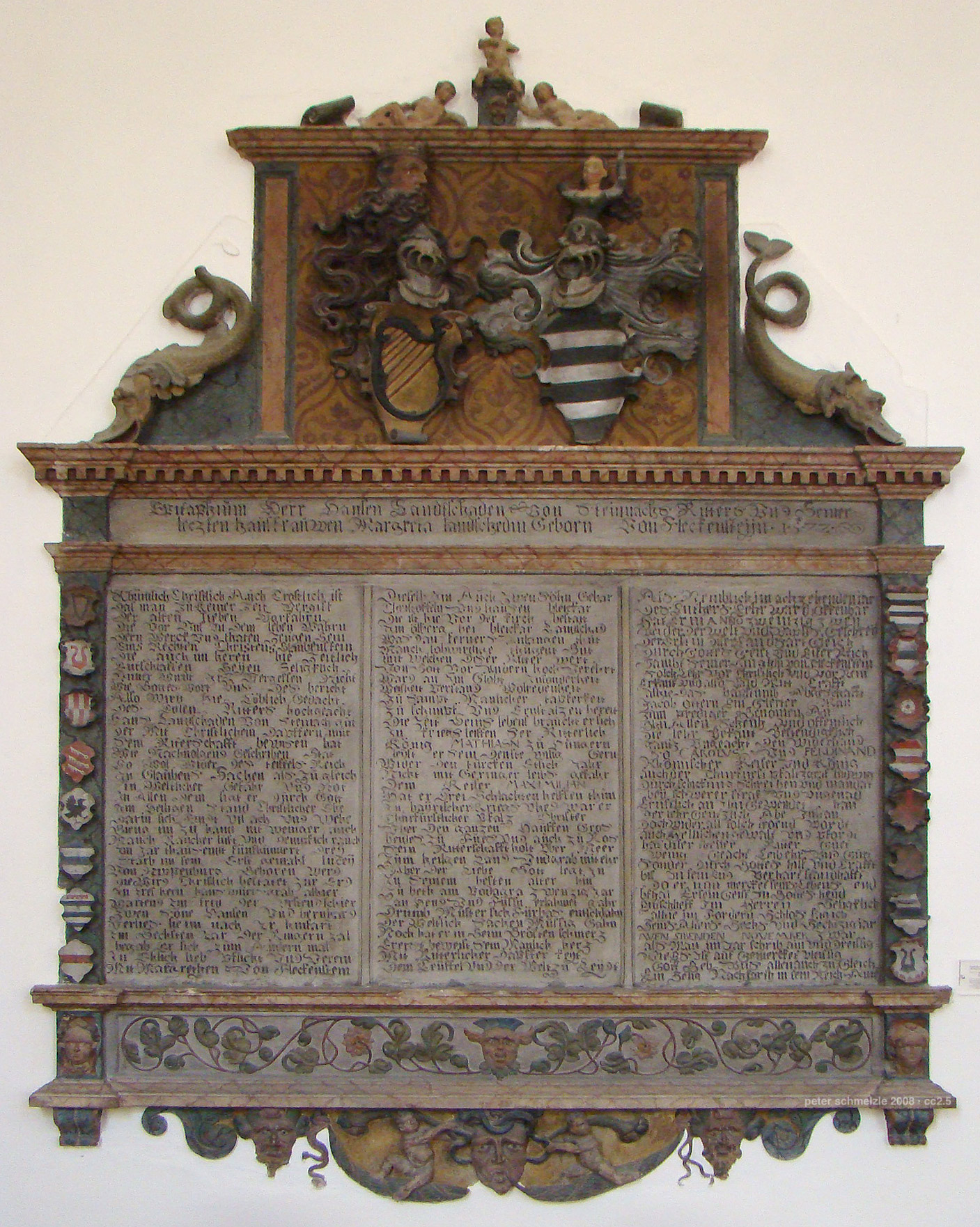
Hans III. Landschad von Steinach († 1531)
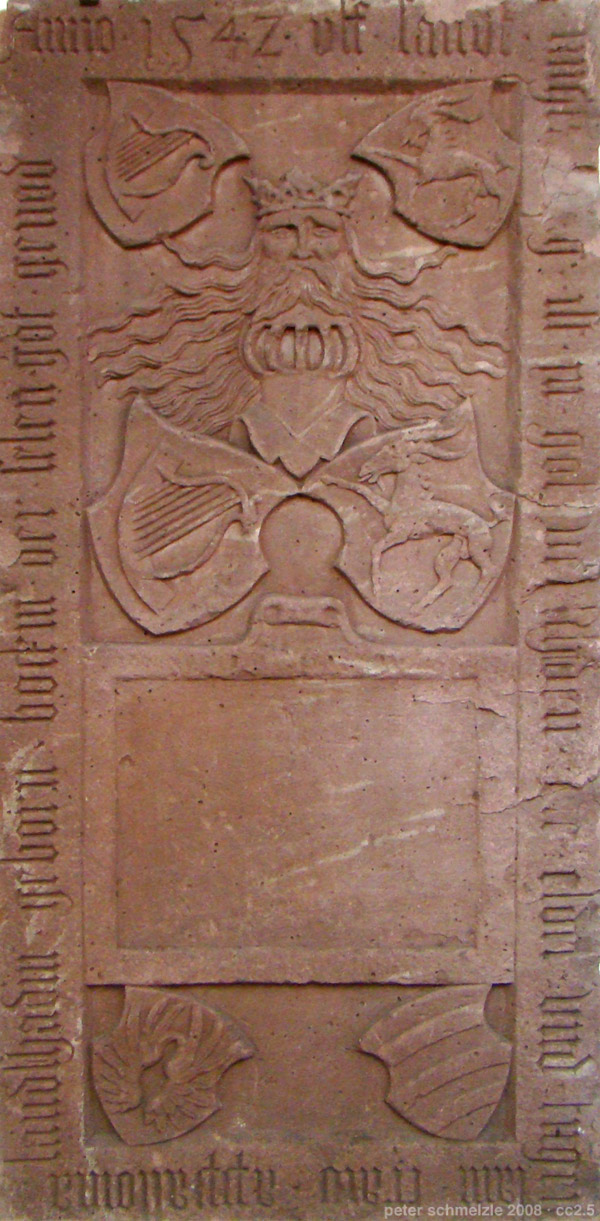
Appolonia, geb. Bock von Gerstheim († 1542)
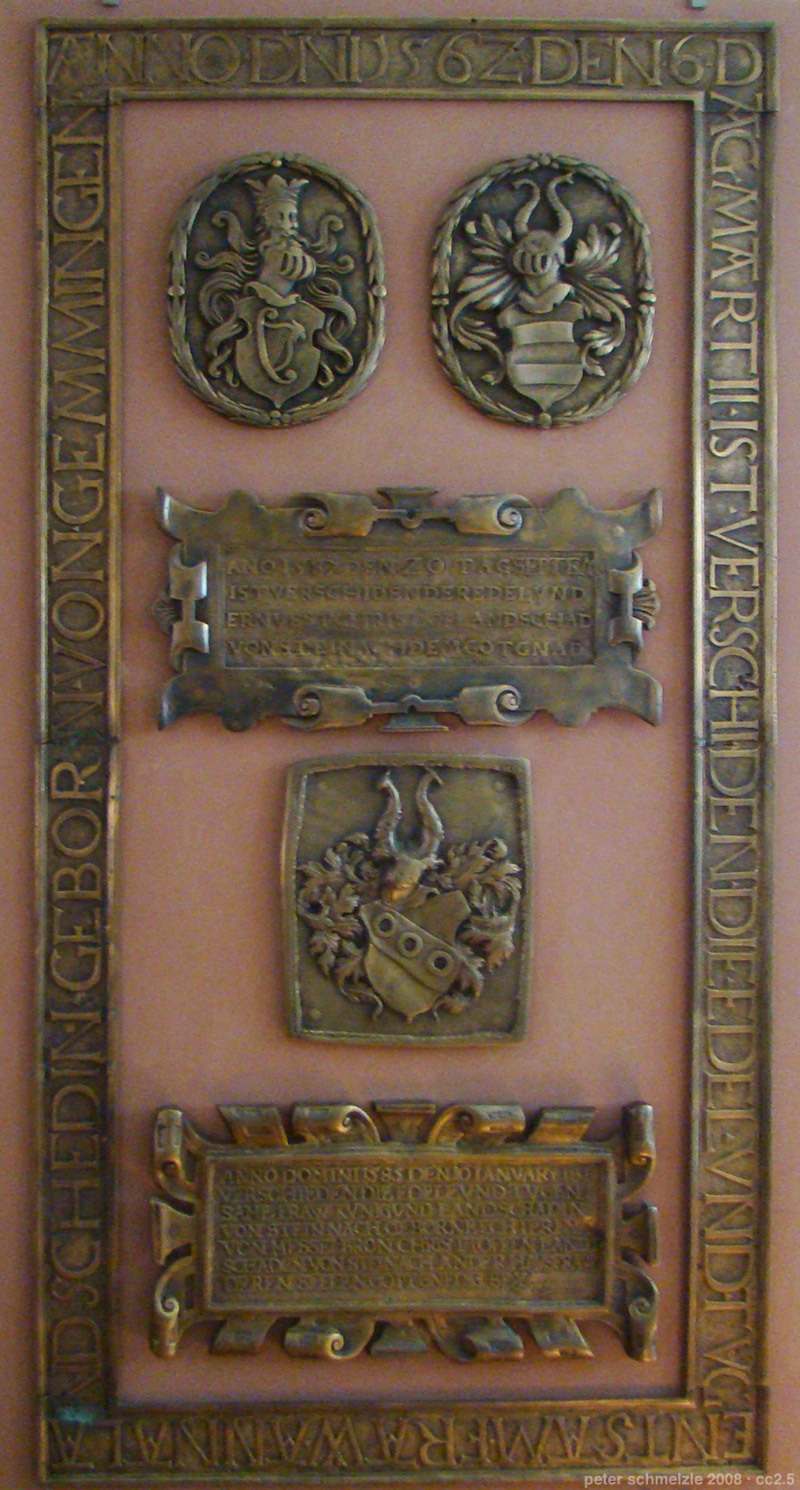
Christoph II. Landschad von Steinach († 1582)
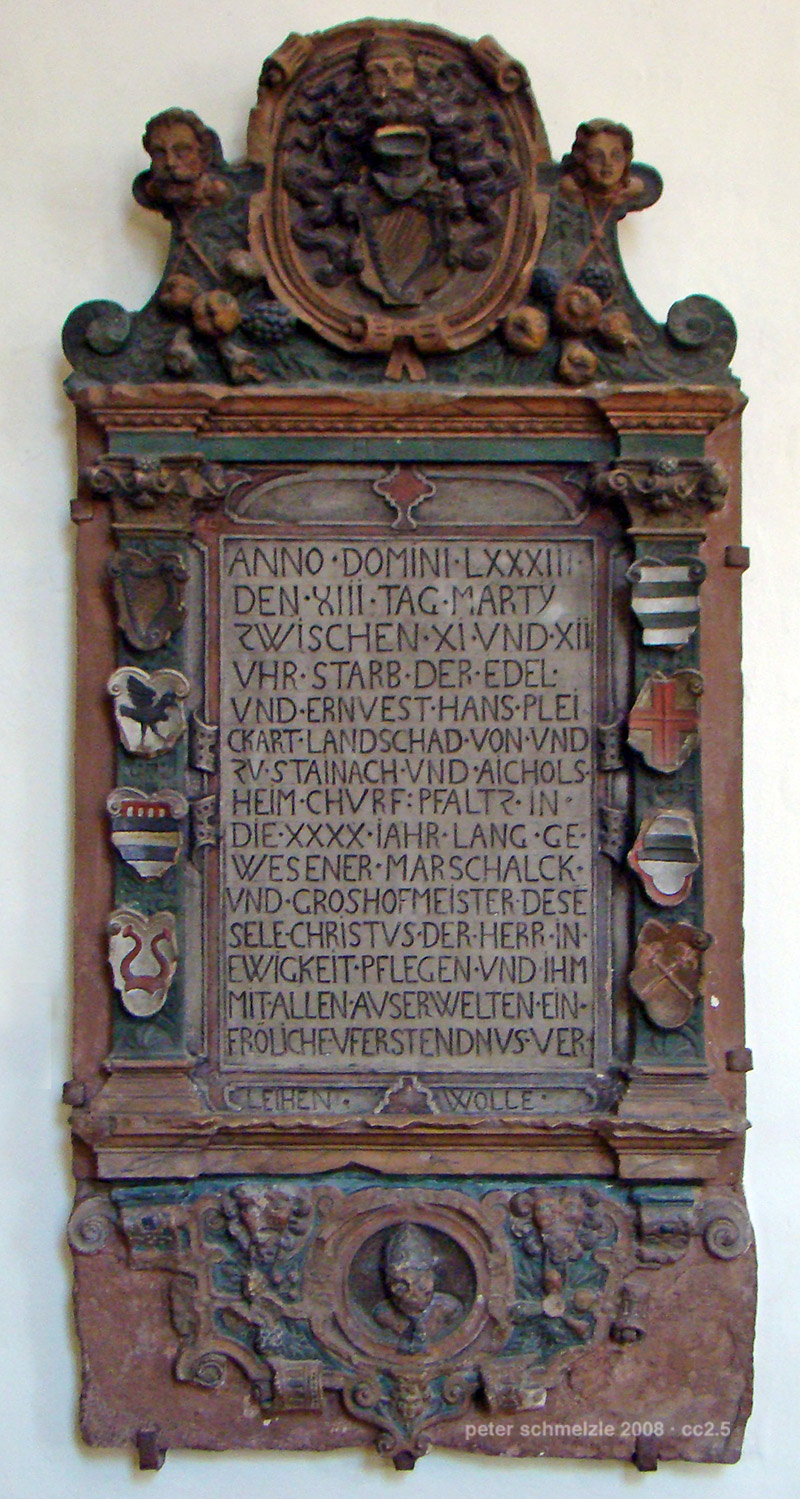
Hans Pleickard I. Landschad von Steinach († 1583)
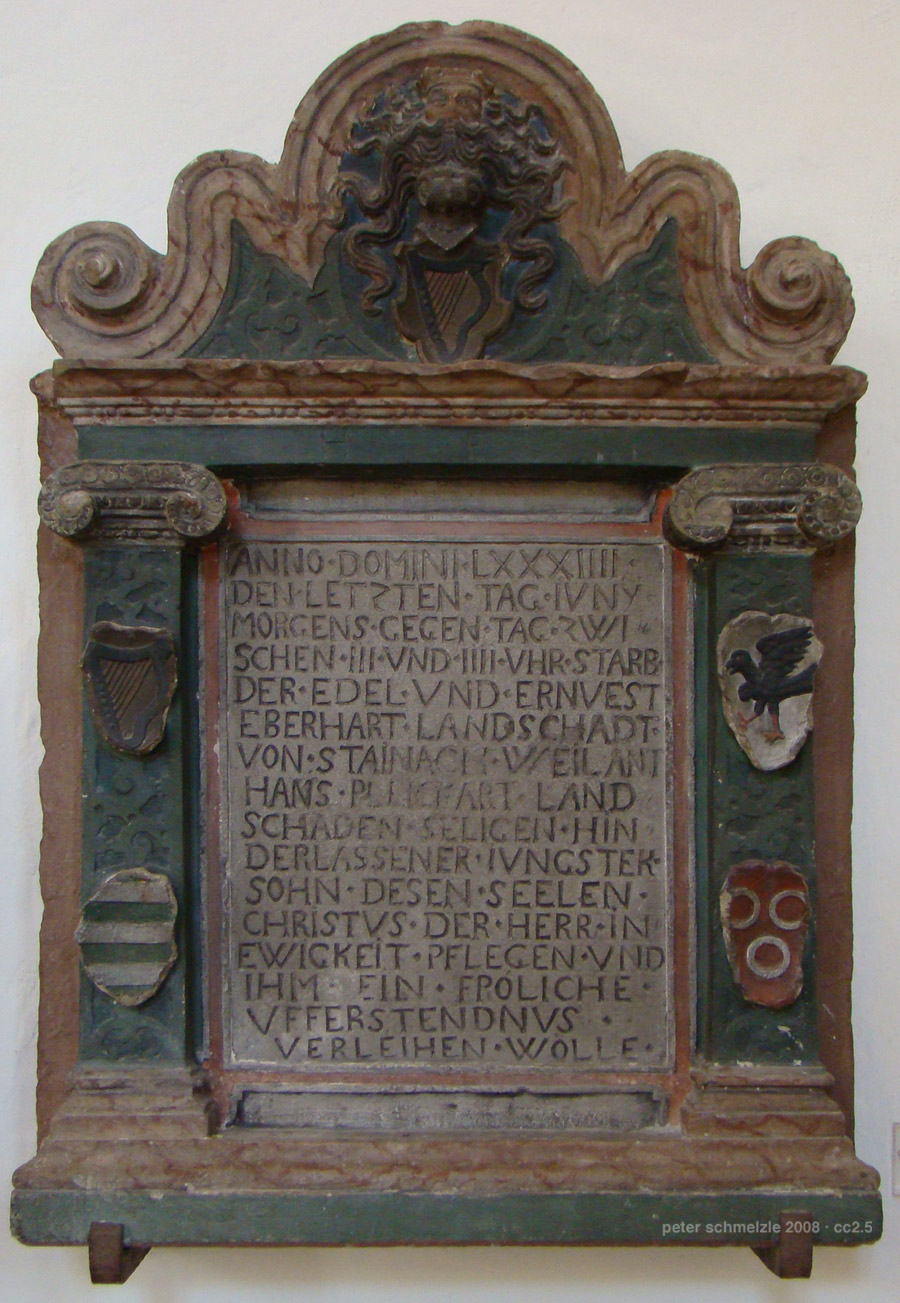
Eberhard II. Landschad von Steinach († 1584)
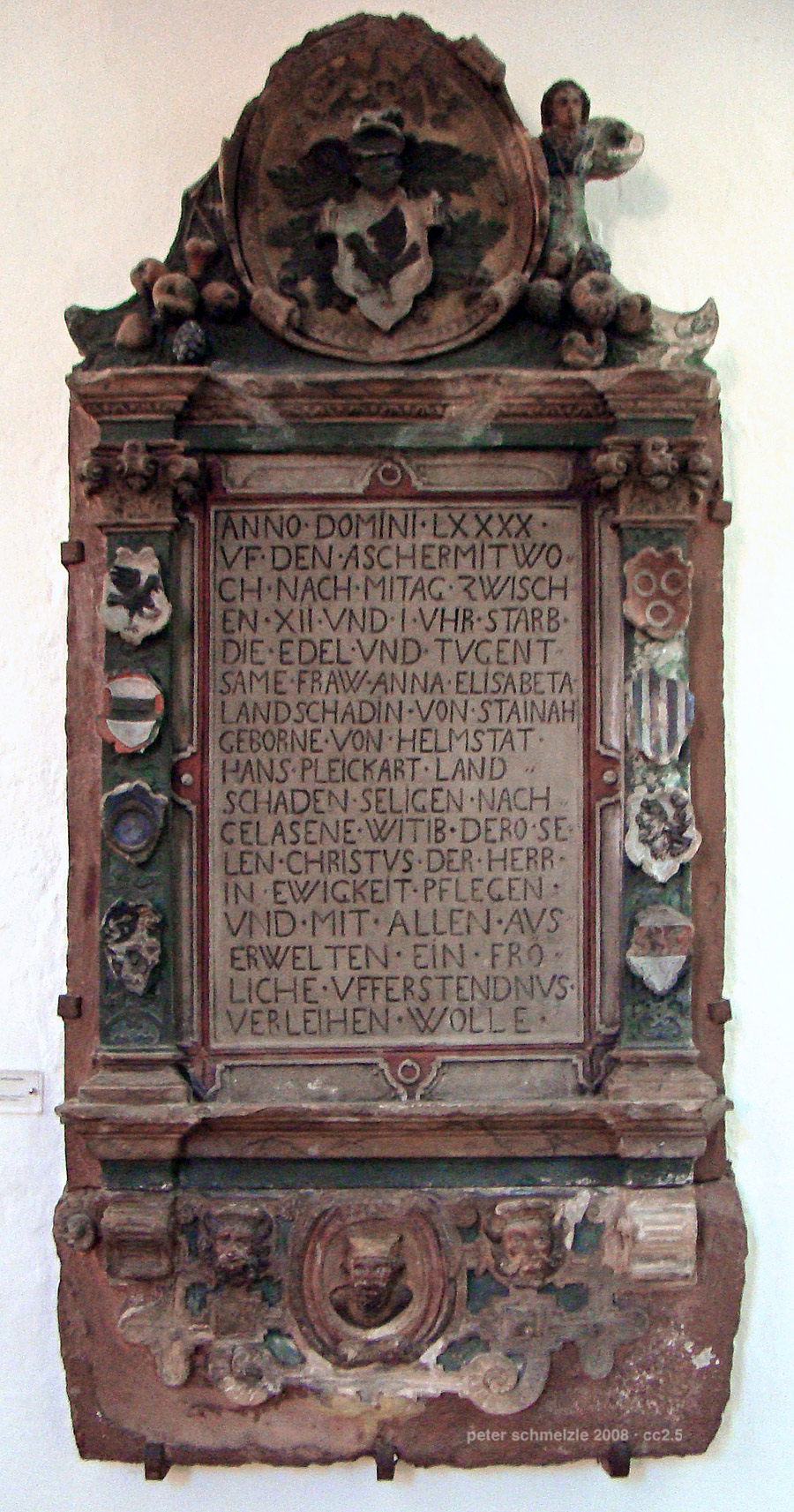
Anna Elisabeth, geb. von Helmstatt († 1590)
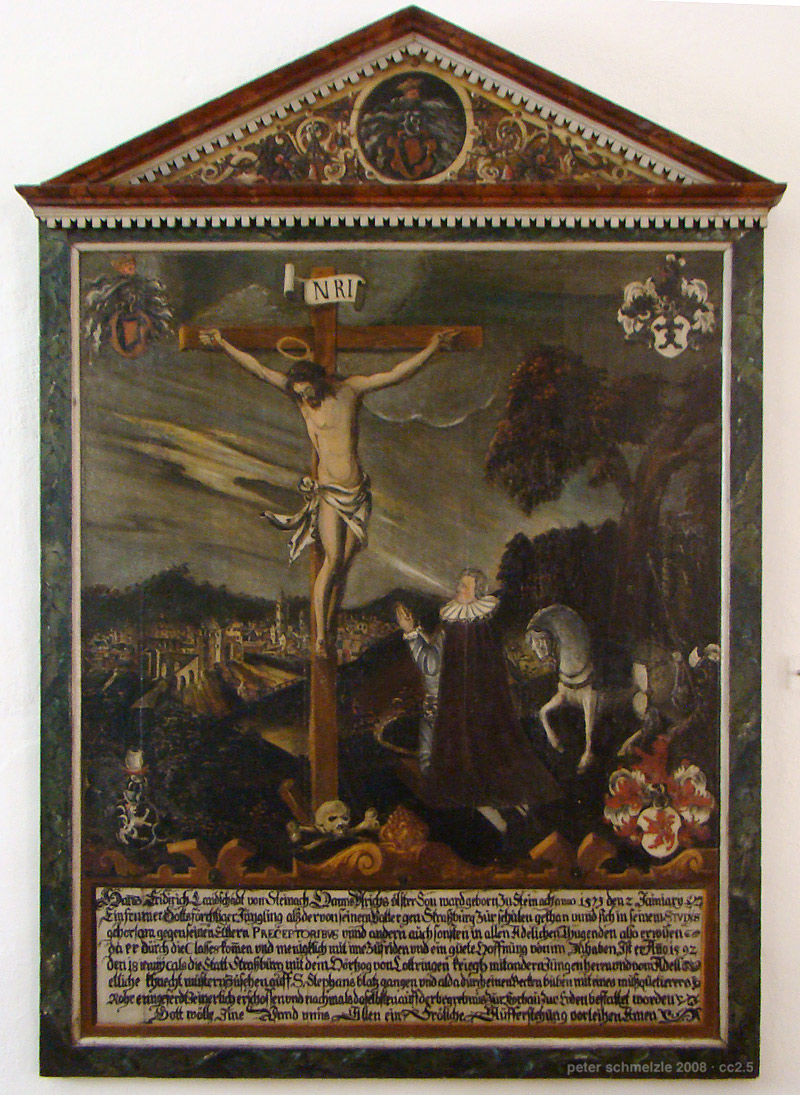
Hans Friedrich Landschad von Steinach († 1592)
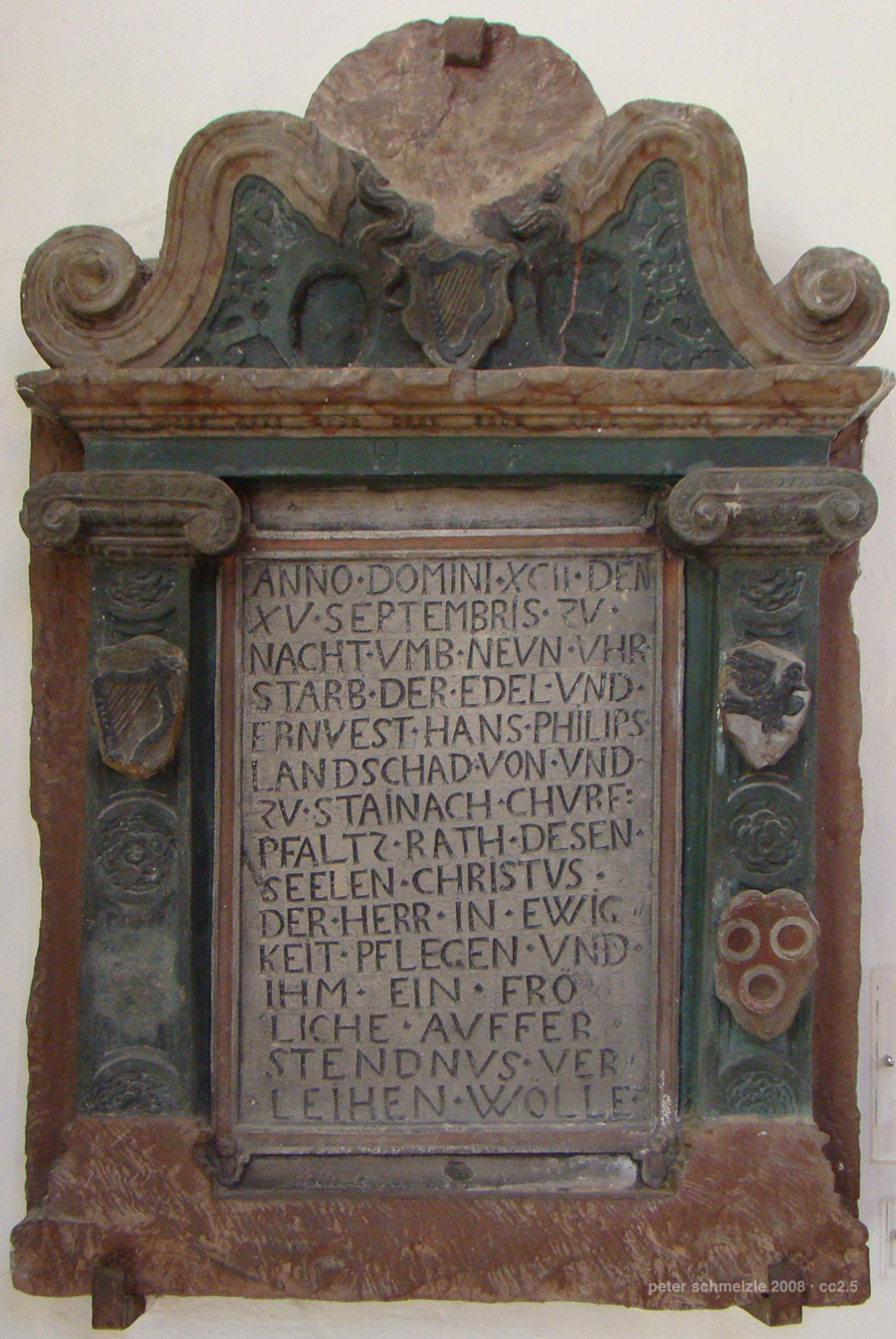
Hans Philipp Landschad von Steinach († 1592)
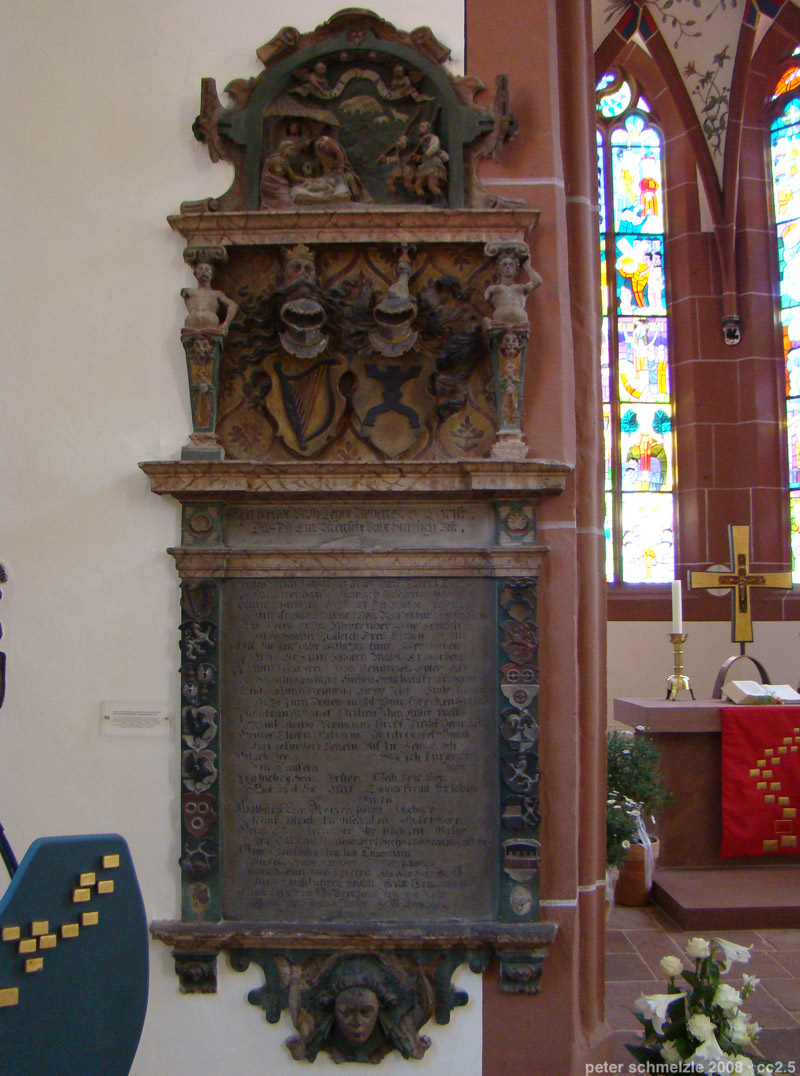
Hans Ulrich Landschad von Steinach († 1619)